# 成井立歩
成井 立歩（なるい たっぽ、本名：正直（まさなお）、1925年（大正14年）3月19日 -  2010年（平成22年）2月25日）は日本の栃木県芳賀郡益子町の「益子焼」の陶芸家である。
「円道寺窯」3代目当主であり、成井藤夫、成井恒雄、成井清治の兄である。
益子生まれの長老的な存在として重宝され、また大の酒好きだったので「酒仙の陶工」とも呼ばれていた。

## 生涯
1925年（大正14年）3月19日、栃木県芳賀郡益子町の「益子焼」有数の窯元である「円道寺窯」2代目・成井金治の長男として生まれる。
1946年（昭和21年）、戦地から復員し、父・金治に師事。家業である「円道寺窯」で陶器制作に従事するようになり、「円道寺窯」3代目となる。
弟である成井恒雄に「敵わなかった」と言わしめる程の「轆轤の名人」であり、伝統的な蹴り轆轤を駆使した大胆な造形で作陶していた。
また弟の恒雄と同様、弟子は取らないが請われれば教える方針であり、多くの弟子を取り、数多くの後進を育てた。
若い頃は濱田庄司や河井寛次郎や柳宗悦が「円道寺窯」によく指導に来ていたという。
そして合田好道の指導により「赤絵」を手掛けるようになり、「益子赤絵」「円道寺赤絵」と称された、個性的な赤絵を主体とした作風であった。
そしてその自由奔放かつ豪快な筆使いから「益子のピカソ」と呼ばれた。
酒と仕事とどちらが好きか、と問われれば「どちらもいいね」と答えるほどに無類の酒好きで四六時中酔っており、常にお酒の匂いをさせながら、下駄を鳴らして散歩しているかと思えば、何時間も「土と遊ぶ」人であった。
1972年（昭和47年）にはオーストラリアに２ヶ月間滞在し作陶活動を行い、シドニーなどで個展を開催した。
2010年（平成22年）2月25日、益子町の自宅で逝去した。享年84。

## 弟子
- 井上香二郎[16][17][18]
- 宇野義昭[19][20][21][22][23][18]
- 落合杜寿子[24][25][26][27]
- 小野正穂[18][10][28]
- 田尾明子[29][30]
- 中山博司[31][18]
- 生井慶子[32]
- 成井清治
- 成井俊雄
- 村上誠吉[33][34]
- 茂木正志[35][36]

他にも外国人の弟子も受け入れていた。
- ウィリー・シングルトン[14][37][38]
- シモン・ケラー[37]